# Melazzo
Melazzo (piemontesisch Mlass, im lokalen Dialekt Mròss) ist eine Gemeinde in der italienischen Provinz Alessandria (AL), Region Piemont. 

## Lage und Einwohner
Die Gemeinde Melazzo liegt rund 40 km südwestlich von der Provinzhauptstadt Alessandria und 6 km von Acqui Terme entfernt auf einer Höhe von 254 m über dem Meeresspiegel, am Erro, der kurz danach in die Bormida mündet. Das Gemeindegebiet umfasst eine Fläche von 19,73 km² und hat 1191 (Stand 31. Dezember 2023) Einwohner. 
Die Nachbargemeinden sind Acqui Terme, Bistagno, Cartosio, Castelletto d’Erro, Cavatore und Terzo.

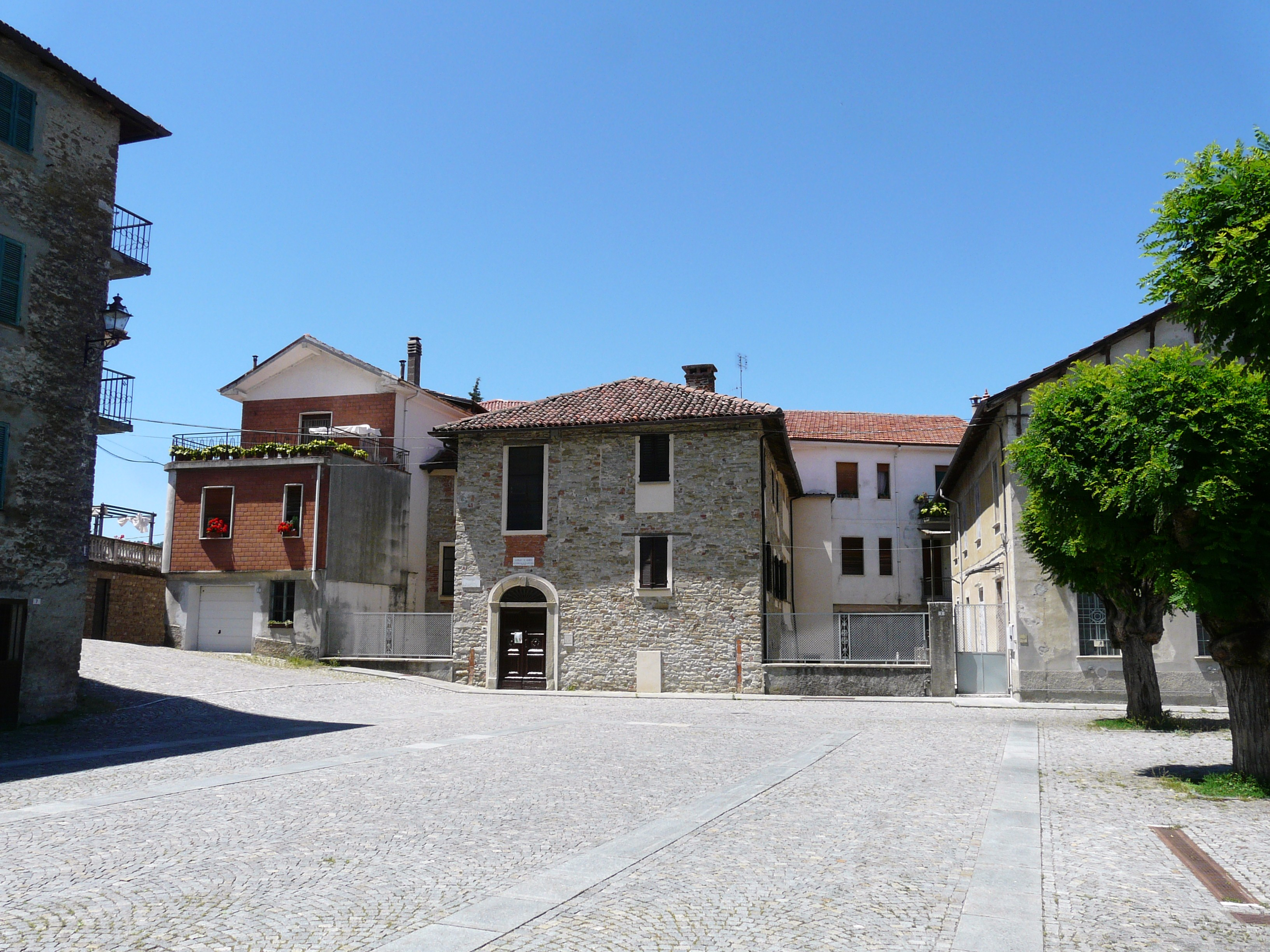
Dorfplatz

## Geschichte
Sein Name ist ab 991 mit den Formen „Melacius“, „Melagius“, „Melaxus“, „Melazius“ und, mit deutlichem dialektalem Einfluss, „Melaz“ erwähnt. Die Siedlung wurde im Mittelalter erbaut und auf Beschluss von San Guido, einem Nachkommen der Grafen von Acquesana, den Herren des Ortes, dem Episkopat von Acqui anvertraut. 
Im 13. Jahrhundert ging es in den Besitz der Markgrafen von Bosco über, die es bald an die Gemeinde Alessandria übergaben, jedoch ihre Belehnung beanspruchten. Letztere besetzten die Burg und die Türme und lösten heftige, aber nutzlose Proteste im Zentrum von Acqui aus. Nachdem es Teil der Herrschaft der Markgrafen von Monferrato geworden war, wurde es 1431 von den Truppen Francesco Sforzas geplündert. 
Im 17. Jahrhundert zerstörten die Spanier die Burg, die später von den Gandolfi-Grafen von Porto Maurizio, die auch ihre letzten Feudalherren waren, wieder aufgebaut wurde.

## Sehenswürdigkeiten

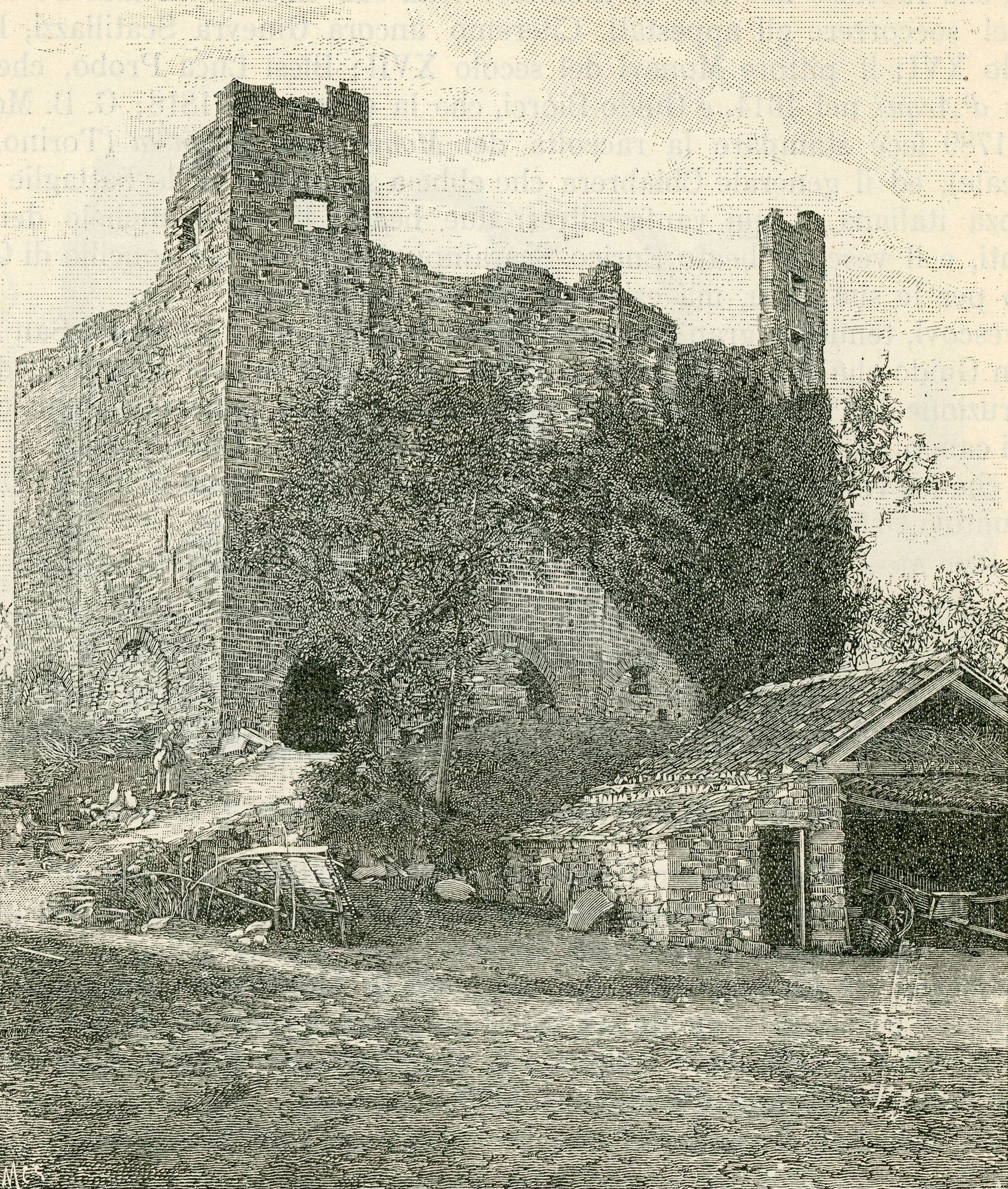
Festung Montecrescente

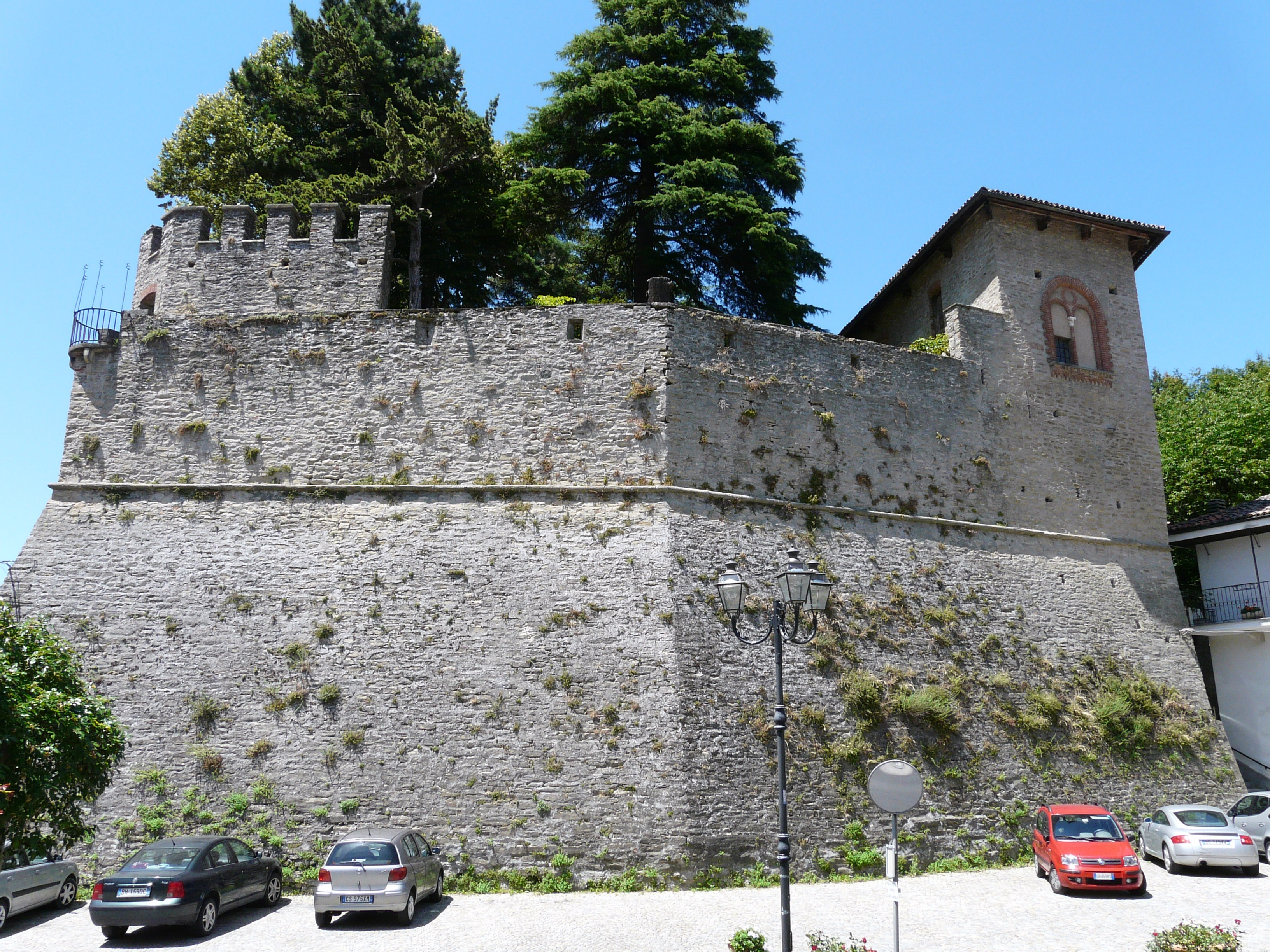
Die Burg Melazzo

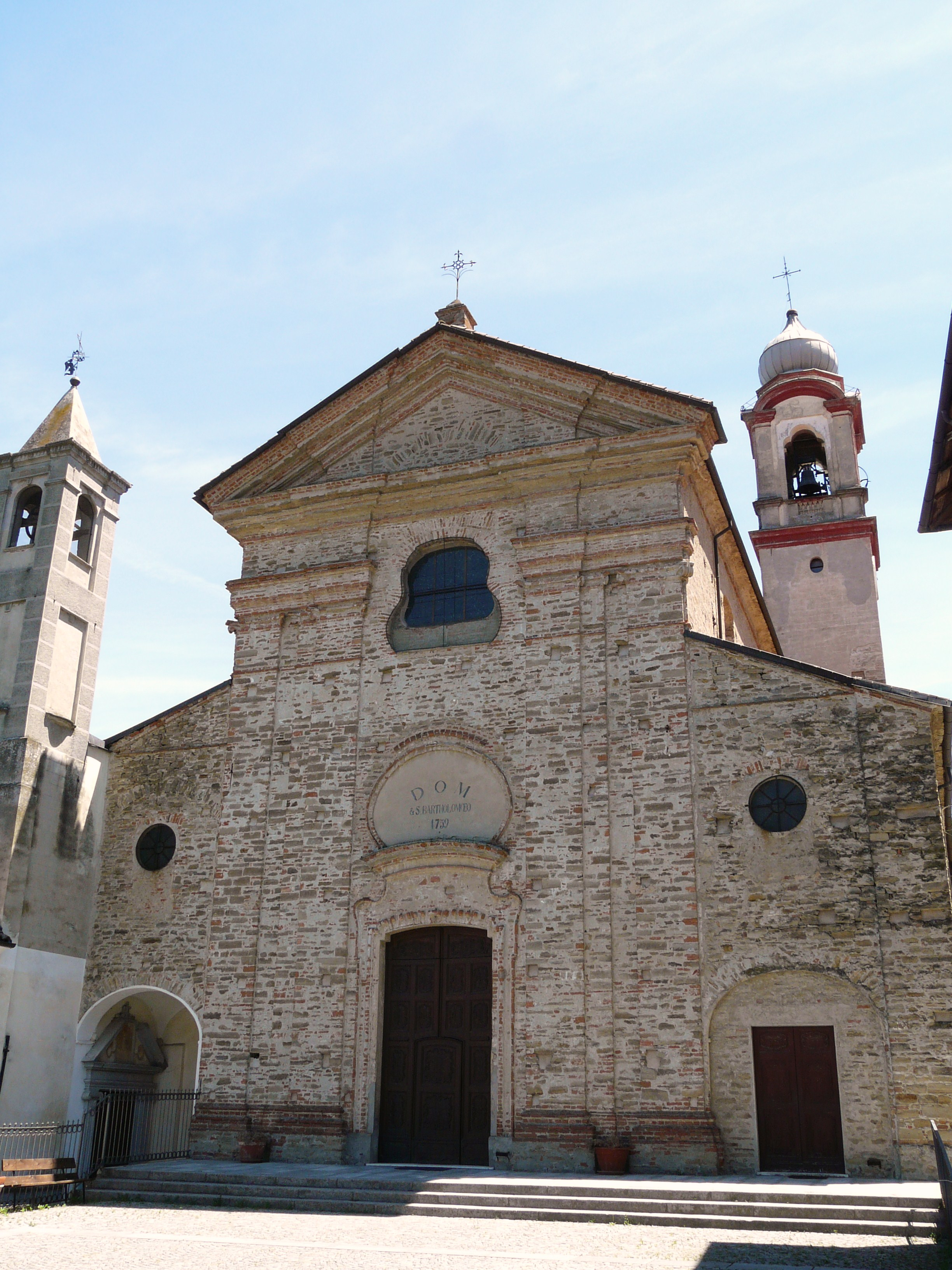
Kirche San Bartolomeo

- Das Schloss Gandolfi, das im 17. Jahrhundert nach der Zerstörung der spanischen Truppen wieder aufgebaut wurde und von hohen und massiven Mauern umgeben ist.
- Die Kirche San Defendente.
- Das Oratorium von San Pietro Martire aus dem 15. Jahrhundert.
- Die Pfarrkirche San Bartolomeo aus dem Jahr 1759, in der ein Gemälde von Guglielmo Caccia aufbewahrt wird.
- Die Kirche der Annunziata, erbaut 1783.
- Die achteckige Festung Castello di Montecrescente (auch Tinassa genannt) aus dem 14. Jahrhundert.
- Die Kirche San Felice und die Kirche San Secondo, letztere zeichnet sich durch die schöne halbkreisförmige Apsis aus, die historisch mit dem von San Guido durchgeführten Umstrukturierungsprozess der Diözese Acqui verbunden ist.

## Kulinarische Spezialitäten
In Melazzo werden Reben des Dolcetto für den Dolcetto d’Acqui, einen Rotwein mit DOC-Status angebaut. Die Beeren der Rebsorten Spätburgunder und/oder Chardonnay dürfen zum Schaumwein Alta Langa verarbeitet werden. Barbera geht in die Erzeugung von Barbera del Monferrato ein.